# Górka (Harta)
Górka – część wsi Harta w Polsce, położona w województwie podkarpackim, w powiecie rzeszowskim, w gminie Dynów.
W latach 1975–1998 Górka administracyjnie należała do województwa przemyskiego